# Josip Salomon Delmedigo
Josip Salomon Qandia Delmedigo, judovski astronom, filozof, zdravnik, matematik, pisatelj in glasbeni teoretik, * 16. junij 1591, Iraklion (Candia) na Kreti, † 16. oktober 1655, Praga. Njegov priimek včasih zapisujejo kot Dalmedigo.

## Življenje in delo
Z otoka Krete se je Delmedigo preselil v Padovo v Italijo. Tu je s petnajstimi leti začel študirati logiko, naravoslovje, metafiziko in bogoslovstvo. Nato se je posvetil medicini, matematiki in astronomiji. V astronomiji je bil Galilejev učenec. Deloval je na Bližnjem vzhodu in v raznih mestih po Evropi. Kamorkoli je potoval, se je preživljal kot zdravnik ali kot učitelj. Njegovo edino znano delo je Palme (Elim), ki obravnava matematiko, naravoslovje in metafiziko. Ohranilo se je tudi nekaj njegovih pisem in esejev.
Poskušal je skladno povezati versko učenje z znanstvenimi rezultati. Do judovstva je bil kritičen in je bil pristaš skepticizma. Knjiga Palme je napisana v hebrejščini. Njena oblika je povzeta po številu vodnjakov in palmovih dreves v Elimu na Sinajskem polotoku, kakor je podana v četrti knjigi peteroknjižja Knjiga o številih (ba-midbar במדבר), xxxiii, 9. Ker je v Elimu dvanajst vodnjakov in 70 palmovih dreves, je Delmedigo razdelil svojo knjigo na dvanajst glavnih problemov in na sedemdeset manjših. V knjigi je obravnaval probleme iz astronomije, fizike, matematike, medicine in glasbene teorije. S področja glasbe je obravnaval fiziko glasbe, resonanco strune, intervale in njihova razmerja, konsonanco in disonanco.